# Отто Биелигк
Отто Биелигк (на немски: Otto Bieligk) е един от основателите на застрахователното дело в България и голям дарител на БЧК.
Роден през 1843 г. в Австрия, идва в България през 1882 г., където живее тридесет и пет години, до смъртта си. Обича страната и я приема като своя втора родина, получава и българско гражданство. Става инициатор за създаването и работи като директор на Националното осигурително дружество „Балкан“.
Заради добрите си впечатления от беззаветната дейност на БЧК през Първата световна война, в знак на почит към това дело, Биелигк предоставя огромното си състояние на дружеството. С негови дарителски средства в началото на XX век (1900) в София е изградена болница за лечение на бедни хора наречена „Червен кръст“. Сградата е проектирана от българските архитекти Кирил Маричков и Георги Фингов. На това място по-късно е построена сградата на Университетската многопрофилна болница за активно лечение „Пирогов“.
На 20 декември 1917 г., Биелигк прави писмено завещание, с което дарява на БЧК недвижим имот в София и дворно място на булевард „Дондуков“ № 87. Тук с доходите от имота трябва да се построи нов павилион при болница „Червен кръст“ за безплатно лечение на бедни болни, който да носи неговото име. В завещанието е включено и желанието му да бъде погребан в двора на болницата (днес в двора на УМБАЛСМ „Н.И. Пирогов“), а над гроба му да бъде съграден паметник с неговия бюст, за която цел е определена отделна сума на стойност от 25 000. Автор на проекта е българският скулптур Андрей Николов.
Отто Биелигк умира през 1918 година.
С решение на Управителния съвет на БЧК от 1920 г. паметника е поставен там, където той е пожелал, където просъществува до 1944 г., когато безследно изчезва. Въпреки опитите да бъде открит, от него е запазен само постаментът и днес е възстановен по снимки от времето на построяването му.